# Karl Friedrich Steiger
Karl Friedrich Steiger (* 3. November 1755 in Bern; † 12. September 1832 in Kiesen, Kanton Bern) war ein Schweizer Politiker.

## Leben
Der Sohn des Zweisimmener Kastlans Karl, aus der Patrizierfamilie Steiger, trat als Volontär in den Staatsdienst, ab 1781 war er Sekretär der Kommission zur Verwaltung der im Ausland angelegten Gelder. Von seinem Onkel Beat Ludwig Steiger hatte er die Campagne Märchligen geerbt. 1782 heiratete er Sophie Salome Katharina Willading, eine Tochter des Emanuel Niklaus Willading (1731–1794). Zu ihren zwölf Kindern zählten Karl (1787–1863), Franz Georg (1794–1874) und Johann Rudolf. 1785 wurde er Berner Grossrat. Von 1789 bis 1795 war er Landvogt in Interlaken. Nachdem am 27. Januar 1798 französische Truppen ins damals bernische Waadtland einmarschiert waren und die Regierung kapituliert hatte, wurde Steiger als Mitglied der provisorischen Regierung als Geisel genommen und musste Gelder für die Franzosen eintreiben. Bis Anfang April sollten die Mitglieder der Aristokratie drei Prozent und Mitglieder der ehemals Regierenden sechs Prozent ihres Vermögens als vorläufige Kriegssteuer abliefern. Als Repräsentant des Ancien Régime und Anhänger des Schultheissen Niklaus Friedrich von Steiger war Steiger gegen jegliches Nachgeben gegenüber Frankreichs Forderungen. 1799 erwarb er das Schloss Riggisberg. Er flüchtete ins seinerzeit preussische Neuenburg. Um 1802 agierte er für den Sturz der Helvetischen Republik. Nachdem die französischen Truppen im Juli 1802 die Schweiz verlassen hatten und darauf im Februar die Mediations-Verfassung in Kraft getreten war, wurde Steiger bis 1804 Mitglied des bernischen Grossen und Kleinen Rates. 1813 gelangte er wieder in den Kleinen Rat und war im nächsten Jahr Reaktionär im Waldshuter Komitee.